# GSTP
GSTP (General Support Technology Programme) ist ein langfristiges, in den 1990er Jahren ins Leben gerufenes Technologieprogrammpaket der ESA mit dem Ziel, vielversprechende Konzepte und Ansätze zu vollständigen Raumfahrtanwendungen zu entwickeln. Dies können einzelne Geräte, Instrumente, Systeme oder ganze Satelliten sein. Dabei werden alle Technologien mit Ausnahme der Telekommunikation, für die mit ARTES ein spezielles Programm besteht, abgedeckt. Firmen im Bereich der Mitgliedstaaten der ESA können sich um entsprechende Aufträge bewerben.
GSTP wird für jeweils fünf Jahre geplant; z. Z. (2013) läuft die fünfte dieser Perioden, die als GSTP5 bezeichnet wird. Dabei werden folgende "Elemente" unterschieden:
- Element 1 umfasst allgemeine Aktivitäten (General Activities), auch in Fortsetzung früherer Studien.
- Element 2 richtet sich an Baugruppen und Komponenten (Building Blocks and Components) mit dem Ziel, einen hohen Reifegrad auf Systemen niedriger Komplexität zu erreichen.
- Element 3 (Security for the Citizens) ist speziell für sicherheitsrelevante Entwicklungen vorgesehen.
- Element 4 ermöglicht, einzelne Produkte, Baugruppen oder Untersysteme auf einem Satelliten mitfliegen zu lassen, um eine Demonstration ihrer Leistungsfähigkeit zu erhalten (In Orbit Demonstration). In speziellen Fällen sind auch ganze Demonstrator-Satelliten möglich, der häufigere Fall ist aber der Mitflug als "Passagier" auf einem anderen Satelliten.